# Томас Мандакасис
Томас Мандакасис (на гръцки: Θωμάς Μανδακάσης) е гръцки учен, лекар, деец на Гръцкото Просвещение.

## Биография
Мандакасис е роден в 1709 година в западномакедонския град Костур, Османската империя. Учи в Костур и в новопостроената Стоа в Кожани при просвещенеца Евгениос Вулгарис, който му оказва значително влияние. Продължава учението си в манастира „Света Троица“ в Русия. Учи литература и медицина в Лайпциг и в 1757 година става доктор по медицина в Лайпцигския университет. От 1767 до 1770 година е в Костур, където преподава в училището Киридзи. Връща се в Лайпциг и работи като лекар до края на живота си.
В Лайпциг пише ценни изследвания като „Όμοια των ελλειπόντων ομοίων Iάματα“ (1757) (докторска дисертация в гръцки и латински), „Σύνταγμα περί των αοράτων και δια των ορατών εννοουμένων πραγμάτων και περί των αΰλων και δια των ενεργειών αυτών εις αίσθησιν πιπτόντων και γινωσκομένων πραγμάτων“ (1760), „Αλφαβητάρι“ (1761), „Φυλλάδα“ (1761), с които е пионер в гръцката научна литература в духа на европейското Просвещение. Също така пише „Έπη τινά πολιτικά απλή διαλέκτω περί της ημάς του Θεού αγάπης“, „Δέησιν μετ’ αιτήσεων“, „Περί μαθήσεως“, „Νουθεσίαν και έπαινον πρός τον εαυτού φίλον“ и издава на собствени разноски видни гръцки учени като Евгениос Вулгарис, Кесариос Дапондес и Никифорос Теотокис. Поддържа налагането на народния език по гръцкия езиков въпрос.